# Alexandre Bacave
Alexandre Bacave, appelé aussi Henry Bacave, né Jean Bacave le 29 décembre 1843 à Limoux et mort en un lieu et une date inconnus, est un cordonnier et révolutionnaire français. Il est essentiellement connu pour ses agissements en 1871 : le 8 février, il perturbe les élections. Après la Commune de Paris, il prend à Perpignan la tête d'insurgés qui tentent, en vain, par deux fois, d'établir une Commune semblable à celle de Paris. Il est jugé en août 1871, et acquitté.

## Sources
- Jérôme Quaretti, « Bacave (Alexandre) », dans Nouveau Dictionnaire de biographies roussillonnaises 1789-2011, vol. 1 Pouvoirs et société, t. 1 (A-L), Perpignan, Publications de l'olivier, 2011, 699 p. (ISBN 9782908866414)
- Bacave Henry sur Le Maitron